# Kalmar (empresa)
Kalmar é uma empresa finlandesa fundada em 30 de junho de 2024, após uma cisão nos negócios de equipamentos de movimentação de carga portuária da Cargotec.
A Kalmar fornece equipamentos e serviços de manuseio de materiais pesados para portos e terminais, centros de distribuição, manufatura e logística pesada, opera em 120 países e emprega mais de 5.000 pessoas.
A companhia tem uma divisão chamada Kalmar One Automation System e que fornece serviços para automação e robótica para portos e terminais de carga.

## História

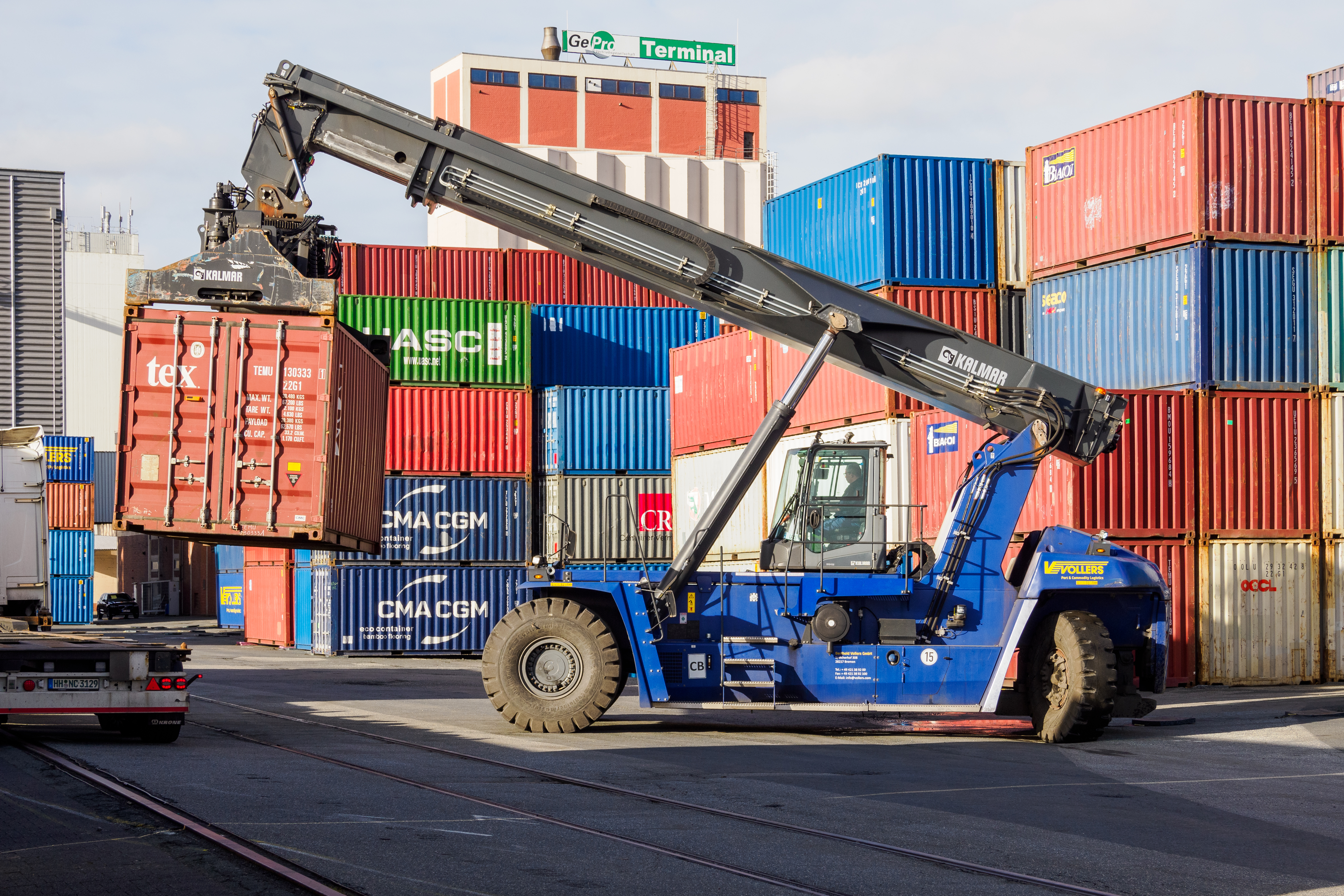
Carregador de contêineres da Kamar

A história da Kalmar começa na década de 1940, quando foi construído o primeiro equipamento de transportes de cargas para uso industrial em Härmälä, perto de Tampere, na Finlândia. Após a Segunda Guerra Mundial, a empresa Valtion Metallitehtaat (Fábricas Estatais de Metal) foi renomeada para Valmet em 1951, e, na década de 1950, a fábrica de Härmälä recebeu um pedido para 500 transportadores de madeira, que seriam os precursores do equipamentos de transportes de contêineres.
Na década de 1970, a Valmet desenvolveu protótipos de equipamento de transportes de contêiner e que evoluíram para o Kalmar Classic Straddle Carrier. Em 1980, a Kalmar lançou a primeira empilhadeira elétrica.
Em 1994, a Kalmar foi renomeada Kalmar Industries após ser adquirida pela estatal finlandesa Sisu e posteriormente pela Partek, consolidando-se como um líder global. Em 2000, a aquisição da Bromma, fabricante de spreaders de contêiner, ampliou seu portfólio.
A partir de 2005, a Kalmar avançou para a automação com a abertura do primeiro terminal automatizado de equipamentos de manuseio de containers em Brisbane, Austrália. No mesmo ano, a Kalmar se expandiu para a China. Em 2011, adquiriu a Navis, uma fornecedora de sistemas de operação de terminais.
Em 2021, Kalmar lançou seu portfólio totalmente elétrico e iniciou a jornada de robotização com soluções autônomas. Em 2022, a empresa decidiu sair do ramo de gruas pesadas e, em 2023, introduziu a Electric Straddle Carrier Charge Family.
Em 2024, a Kalmar se tornou uma companhia independente e foi listada na Nasdaq Helsinki, destacando-se como líder global em soluções sustentáveis de movimentação de materiais, com foco em eletrificação e aumento do valor de vida útil dos equipamentos.